# Auguste Michel-Lévy

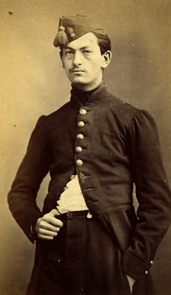
Auguste Michel-Lévy

Auguste Michel-Lévy (* 7. August 1844 in Paris; † 27. September 1911 ebenda) war ein französischer Petrograph, Mineraloge und Geologe.
Ursprünglich hieß er Lévy, änderte seinen Namen aber dann in Michel-Lévy.
Michel-Lévy war der Sohn des Mediziners Michel Lévy und studierte ab 1862 an der École polytechnique und danach an der École des Mines. Er war Ingenieur im Corps des Mines. Dort war er zunächst (als Bester seines Jahrgangs nach dem Abschluss an der École des Mines) ab 1867 Sekretär im Conseil général des mines. Ab 1876 war er an der Erstellung der geologischen Karte Frankreichs beteiligt als Mitglied des Service de la Carte géologique de France, dessen Leiter er 1887 wurde. 1907 wurde er Generalinspekteur der Bergwerke. 1905 wurde er Nachfolger von Ferdinand André Fouqué als Professor für Geologie am Collège de France.
Er wandte das Polarisationsmikroskop zur Bestimmung des Mineralinhalts von Gesteinen an und gilt in Frankreich als Begründer der mikroskopischen Petrographie (Mineralogie micrographique). Dabei arbeitete er ab 1875 mit  Fouqué zusammen, den er als seinen Lehrer betrachtete. 1888 veröffentlichte er in seinem Buch nach ihm benannte Interferenz-Farbtafeln zur Bestimmung von Mineralien in Dünnschliffen. Von ihm stammt auch eine Klassifikation von Eruptivgesteinen. Mit Fouqué stellte er chemische Untersuchungen über die Synthese von Gesteinen aus Schmelzen an.
1896 wurde er Mitglied der Académie des sciences und 1898 korrespondierendes Mitglied der Preußischen Akademie der Wissenschaften. 1901 wurde er zum korrespondierenden Mitglied der Göttinger Akademie der Wissenschaften und im Dezember 1903 zum assoziierten Mitglied der Académie royale des Sciences, des Lettres et des Beaux-Arts de Belgique gewählt.
Sein Sohn Albert Victor Michel-Lévy (1877–1955) war Professor für Petrographie an der Sorbonne und Mitglied der Academie des Sciences.

## Schriften
- mit Jean Marie Frederic Delafond (1844–1933): Bassin houiller et permien d'Autun et d'Épinac, Paris 1889
- Structures et classification des roches éruptives, Paris: Baudry 1889
- mit F. A. Fouqué: Minéralogie Micrographique. Roches éruptives Françaises
- mit F. A. Fouqué: Synthése des minéraux et des roches 1882
- mit Alfred Lacroix: Les Minéraux des Roches, Band 1, Paris: Baudry 1888
- mit Alfred Lacroix: Tableaux des minéraux des roches, Paris: Baudry 1890